# Corpo de Bombeiros Militar do Estado do Rio de Janeiro
O Corpo de Bombeiros Militar do Estado do Rio de Janeiro (CBMERJ) é uma Corporação cuja principal missão consiste na execução de atividades de defesa civil, prevenção e combate a incêndios, buscas, salvamentos e socorros públicos no âmbito fluminense.
O CBMERJ é Força Auxiliar e Reserva do Exército Brasileiro, e integra o Sistema de Segurança Pública e Defesa Social do Brasil. Seus integrantes são denominados Militares dos Estados pela Constituição Federal de 1988, assim como os membros da Polícia Militar do Estado do Rio de Janeiro.

## Histórico
Origem
O Corpo de Bombeiro Militar do Rio de Janeiro é o mais antigo do Brasil. Foi fundado pelo Imperador D.Pedro II em 1856, após a incidência de inúmeras tragédias, como os incêndios do Teatro São João, em 1851 e 1856. Nessa época o Imperador decidiu organizar o Corpo Provisório de Bombeiros da Corte, reunindo sob uma mesma administração as diversas seções que até então existiam (nos Arsenais de Guerra e de Marinha, Repartição de Obras Públicas e Casa de Correção).
Em abril de 1860 foi publicado o primeiro regulamento, onde constava sua subordinação ao Ministério da Justiça.
Em 1864 a Diretoria Geral foi instalada da Praça da Aclamação (atual Praça da República); endereço que permanece até os dias de hoje como sede do Comando Geral do CBMERJ.
Inicialmente a Corporação não possuía caráter militar, e os oficiais não podiam usar insígnias nem mesmo no quartel. Foi somente em 1880 que seus integrantes passaram a ser classificados dentro de uma hierarquia militarizada. O Diretor Geral recebeu a patente de Tenente-coronel; o Ajudante a de Major; os Comandantes de Seções as de Capitão; e os Instrutores, as de Tenente.
Com a Proclamação da República em 1889, a Corporação passou a denominar-se Corpo de Bombeiros do Distrito Federal,
Em 1917 passou a constituir Reserva do Exército Nacional. Condição essa revertida em fevereiro de 1934, e readquirida em 1948.
Fusão do Estado do Rio de Janeiro com o da Guanabara

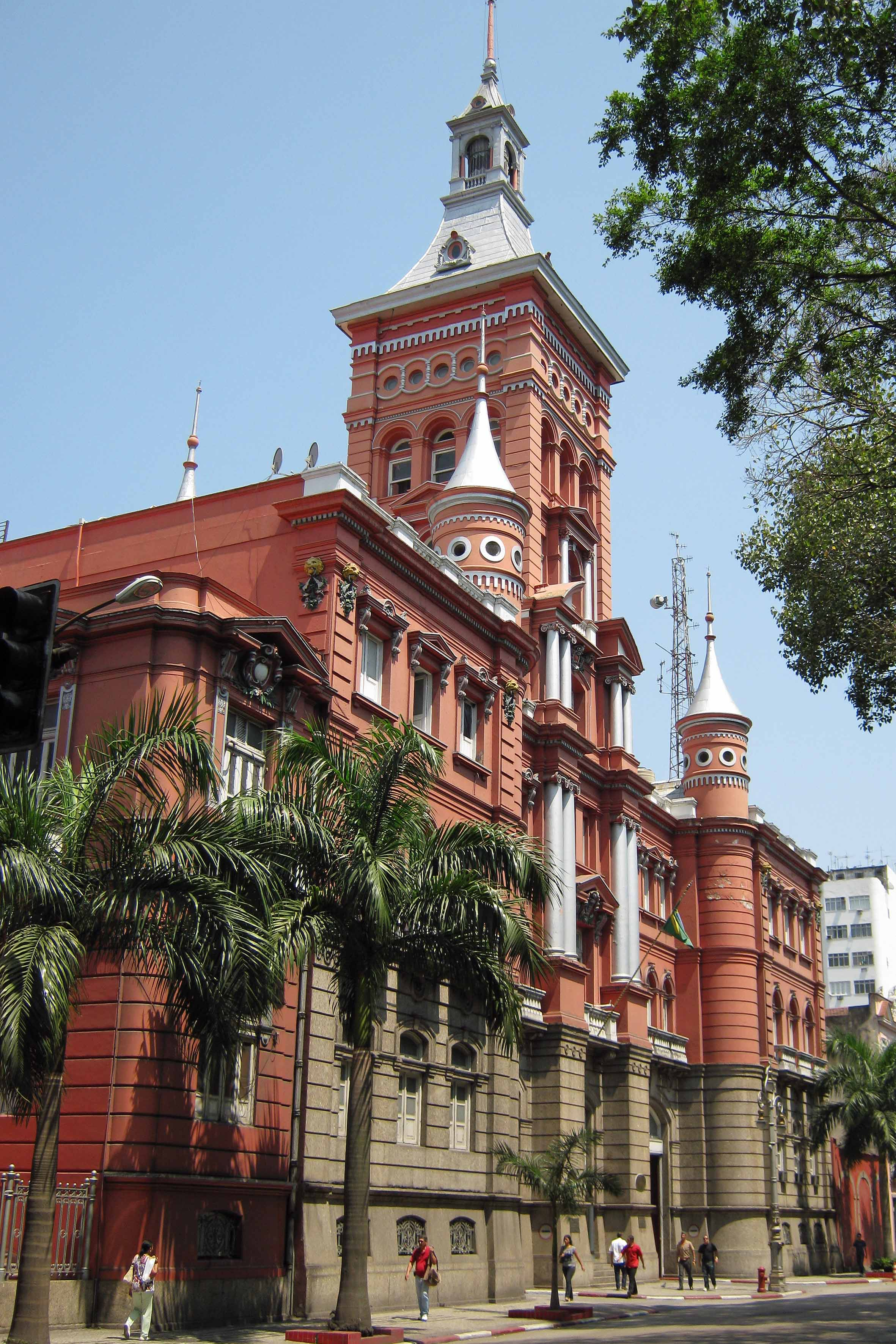
Quartel do Comando Geral do CBMERJ
Praça da República - Rio de Janeiro.

Em 21 de abril de 1960 a capital federal transferiu-se do Rio de Janeiro para Brasília, e o antigo Distrito Federal foi transformado no estado da Guanabara, passando a Corporação a denominar-se Corpo de Bombeiros do Estado da Guanabara (CBEG).
Em 15 de março de 1975 realizou-se a fusão do estado da Guanabara com o do Rio de Janeiro, por meio da Lei Complementar nº 20, de 1º de julho de 1974. Até então, no estado do Rio de Janeiro o Corpo de Bombeiros estava subordinado à Polícia Militar, o qual possuía um grupamento em Niterói e uma Companhia Independente em Campos dos Goytacazes, além de pelotões destacados dentro dos quarteis da PM especializados em atividades de defesa civil. Após a fusão, o Corpo de Bombeiros fluminense foi desmembrado da PMERJ e unificado com o guanabarino. A Corporação passou então a designar-se como Corpo de Bombeiros do Estado do Rio de Janeiro (CBERJ), com as prerrogativas do centenário Corpo de Bombeiros da antiga Capital Federal, mantendo a autonomia e subordinando-se diretamente à Secretaria de Segurança Pública.
Em 1983 foi criada a Secretaria Estadual de Defesa Civil, sendo o Coronel BM José Halfed Filho, comandante-geral do CBMERJ, o primeiro secretário a tomar posse do cargo. Em 1995 essa Secretaria foi extinta e transformada em Departamento-Geral de Defesa Civil, voltando o CBMERJ a ficar subordinado à Secretaria de Segurança Pública, obtendo novamente a criação da Secretaria de Defesa Civil em 1999. Com as mudanças inseridas na Constituição Federal de 1988, foi incorporado, também em 1995, o termo "Militar" à denominação; objetivando com isso reforçar sua condição de Reserva do Exército.

## Estrutura Operacional

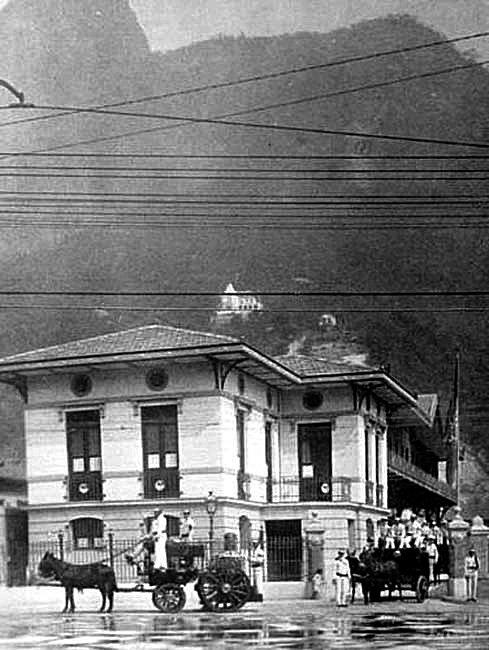
1º Grupamento de Bombeiro Militar - Humaitá (1910)

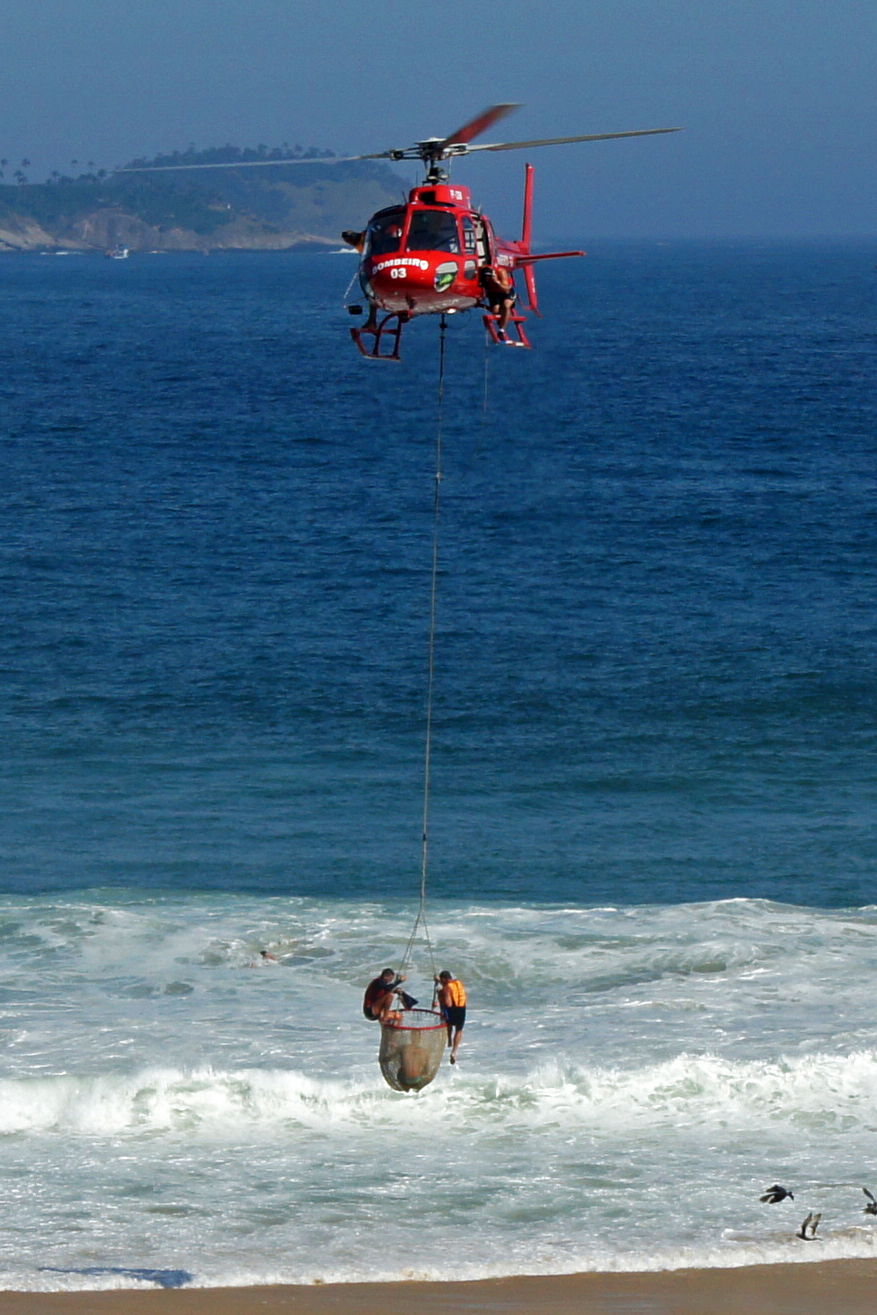
Resgate do helicóptero do Corpo de Bombeiros na praia de Ipanema.

O CBMERJ está operacionalmente dividido em Grupamentos de Bombeiros Militar (GBM), e estes subdivididos em Destacamentos de Bombeiros Militar (DBM). O grupamento do quartel central é denominado Grupamento Operacional do Comando Geral (GOCG), e possui destacamento no Aeroporto Santos Dumont. O Complexo de Ensino Coronel Sarmento (CECS), em Guadalupe, também possui um destacamento operacional, o DBM/Escola - Guadalupe.
| GOCG - Centro 1° GBM - Humaitá 1° DBM - Catete 2° GBM - Méier 3° GBM - Niterói 1° DBM - Charitas 2° DBM - Maricá 3° DBM - Itaipú 4° GBM - Nova Iguaçu 1° DBM - Nilópolis 2° DBM - Belford Roxo 3° DBM - Paracambi 4° DBM - Queimados 5° GBM - Campos 1° DBM - Guarus 2° DBM - São Fidélis 3° DBM - São João da Barra 4° DBM - Cambuci 6° GBM - Nova Friburgo 1° DBM - Cordeiro 2° DBM - Cachoeiras de Macacu 3° DBM - Bom Jardim 4° DBM - Cantagalo 7° GBM - Barra Mansa 8° GBM - Campinho 1° DBM - Realengo 9° GBM - Macaé 1° DBM - Casemiro de Abreu 2° DBM - Aeroporto de Macaé 3° DBM - Cabiúnas 4º DBM - Rio das Ostras | 10° GBM - Angra dos Reis 1° DBM - Itaguaí 2º DBM - Ilha Grande 3° DBM - Frade 4º DBM - Mangaratiba 11° GBM - Vila Isabel 1° DBM - Benfica 2° DBM - Grajaú 3° DBM - Tijuca 12° GBM - Jacarepaguá 13° GBM - Campo Grande 1° DBM - Santa Cruz 2° DBM - Guaratiba 14° GBM - Duque de Caxias 1° DBM - São João de Meriti 15° GBM - Petrópolis 1° DBM - Três Rios 2° DBM - Itaipava 16° GBM - Teresópolis 1° DBM - Carmo 17° GBM - Copacabana 18° GBM - Cabo Frio 1° DBM - São Pedro da Aldeia 19° GBM - Ilha do Governador 1° DBM - Galeão 2° DBM - Tubiacanga 3° DBM - Aeroporto do Galeão 4° DBM - Ilha do Fundão | 20° GBM - São Gonçalo 1° DBM - Itaboraí 2° DBM - Rio Bonito 3° DBM - Colubandê 21° GBM - Itaperuna 1° DBM - Itaocara 2° DBM - Santo Antônio de Pádua 3° DBM - Italva 4° DBM - Natividade 22° GBM - Volta Redonda 1° DBM - Barra do Piraí 2° DBM - Valença 3° DBM - Miguel Pereira 4° DBM - Piraí 5° DBM - Vassouras 6° DBM - Mendes 23° GBM - Resende 24° GBM - Irajá 1° DBM - Ricardo de Albuquerque 2° DBM - Parada de Lucas 25° GBM - Gávea 26° GBM - Paraty 1° DBM - Mambucaba 27° GBM - Araruama 1° DBM - Saquarema 28° GBM - Penha 1° DBM - Ramos |

### Unidades Especializadas
1º GSFMA Grupamento de Socorro Florestal e Meio Ambiente - Alto da Boa Vista
1° Destacamento de Socorro Florestal e Meio Ambiente - Santa Teresa
2º Destacamento de Socorro Florestal e Meio Ambiente - Ilha Grande
2º GSFMA Grupamento de Socorro Florestal e Meio Ambiente - Magé
GTSAI Grupamento Técnico de Suprimento de Água para Incêndio - São Cristóvão
GPrevE Grupamento de Prevenção em Estádios - Maracanã
GOPP Grupamento de Operações com Produtos Perigosos - Duque de Caxias
GBS Grupamento de Busca e Salvamento - Barra da Tijuca
GOA Grupamento de Operações Aéreas - Aeroporto de Jacarepaguá
1° Destacamento de Operações Aéreas - Lagoa
2° Destacamento de Operações Aéreas - Jacarepaguá
GOTA Grupamento Operacional de Tecnologias Avançadas - Ilha do Governador
1º GMAR Grupamento Marítimo - Botafogo
2º GMAR Grupamento Marítimo - Barra da Tijuca
3º GMAR Grupamento Marítimo - Copacabana
4º GMAR Grupamento Marítimo - Itaipu
GSE Grupamento de Socorro de Emergência - Catete